# Ass Hunter
Ass Hunter là một game bắn súng góc nhìn từ trên xuống mà mục tiêu là bắn hạ những tên đồng tính. Nhân vật chính là một thợ săn với một khẩu shotgun phải giết chết những gã khỏa thân trước khi họ có thể chạm vào anh ấy; nếu người chơi để họ chạm vào thợ săn thì họ sẽ quan hệ tình dục với anh ta. Trò chơi được làm cho Adobe Flash bằng tiếng Pháp và tiếng Anh vào năm 2006, và đã được tải lên kho ứng dụng Google vào ngày 5 tháng 11 năm 2014. Ass Hunter được đề xướng với một bản mô tả nêu rõ "bạn là thợ săn và nhiệm vụ của bạn là giết người đồng tính" dù văn bản như vậy là vi phạm chính sách phát ngôn đầy thù hận của Google. Đến ngày 24 tháng 11 Google đã phải kìm nó lại sau hơn mười nghìn lượt tải về và "200 bài đánh giá năm sao".